# Стадион Ергилио Хато
Стадион Ергилио Хато (хол. Ergilio Hatostadion) је вишенаменски (фудбал и бејзбол) стадион у граду Вилемстаду, Курасао. Стадион се углавном користи за фудбалске утакмице СВ Хубентут Фортуна и фудбалске репрезентације Курасаоа.
Стадион је добио име по Ергилију Хатоу, бившем фудбалеру са Курасаоа и са капацитетом од 15.000 расположивих места, највећи је стадион на острву и на некадашњим Холандским Антилима.

## Употреба
Стадион се користи углавном за фудбалске утакмице, а такође је и домаћи терен фудбалску репрезентацију Курасаоа, наследника фудбалске репрезентације Холандских Антила. Клубови који користе терен су ЦРКСВ Јонг Холанд, ЦРКСВ Јонг Колумбија и РКСВ Центро Домингуито.